# 대니 우드
대니 우드(Danny Wood, 1969년 5월 14일 ~ )는 미국의 가수로, 뉴 키즈 온 더 블록의 일원이다.